# Гетман Войска Запорожского
Ге́тман Войска Запорожского (укр. Гетьман Війська Запорозького, пол. Hetman Kozaków Zaporoskich т.е. дословно Гетман Казаков Запорожских) — изначально титул командующего Войском Запорожским на степном пограничье Речи Посполитой, впоследствии он же Гетман Старой, Польской Украины под началом Гетмана Великого Коронного, рядом с Гетманом Великим Литовским, Глава Войска Запорожского, отложившегося от Короны Польской и положившего начало Народной, Казацкой и Гетманской Украине (см. Гетманщина).
В Речи Посполитой титулом «гетман» именовались высшие должностные лица войска Королевства Польского и Великого княжества Литовского (см. Гетманы Речи Посполитой). В официальной государственной терминологии в отношении реестровых казаков чаще использовалось понятие «старшего Войска Запорожского», а термин «гетман» регулярно стал использоваться, начиная с Богдана Хмельницкого, которого именовали «Гетман Его Королевской Милости Войска Запорожского». После заключения Переяславского договора (статей), гетман реестровых казаков стал именоваться «Гетман Его Царского Пресветлого Величества Войска Запорожского».
Титул гетмана также использовали и лидеры других казацких восстаний против Речи Посполитой, предшествовавших восстанию Богдана Хмельницкого.

## Появление института гетманства в запорожском казачестве (1572 год)
В Польском королевстве, а также в Великом княжестве Литовском существовали государственные должности гетманов: великие гетманы (соответственно, коронный и литовский), которые, фактически, являлись министрами обороны в соответствующих частях Речи Посполитой (на землях Короны /то есть, собственно, Королевства Польского/ и Литвы /то есть, Великого княжества Литовского/), а также польные гетманы (также, соответственно, коронный и литовский), которые являлись главнокомандующими действующими армиями Короны и Литвы.

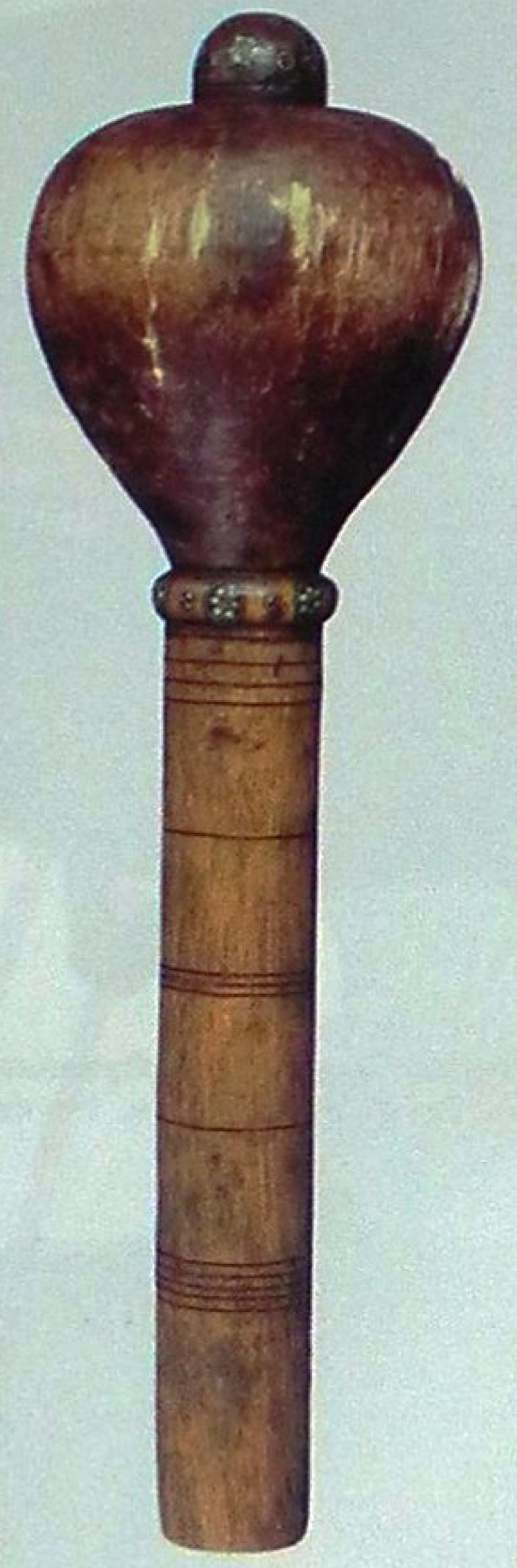
Символ гетманской власти — булава гетмана Богдана Хмельницкого. XVII век

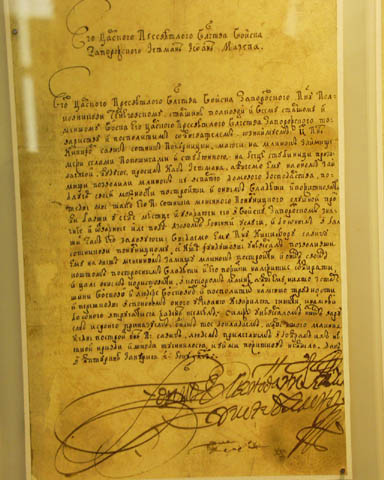
Универсал гетмана Ивана Мазепы о взимании налогов с мельниц. 1695 год

2 июня 1572 года король Речи Посполитой Сигизмунд II Август подписал универсал о создании реестрового казацкого войска. Тогда же были наняты для службы первые 300 казаков. Они давали присягу на верность королю и должны были, находясь в полной боевой готовности, отражать вторжения крымских татар на территорию Речи Посполитой, участвовать в подавлении выступлений крестьян, восстававших против панов, и в походах на Русское царство и Крымское ханство.
Реестровые казаки, в отличие от остальных (низовых, считавшихся в Речи Посполитой холопами), получили привилегии, приравниваясь к безгербовой шляхте (без политических прав), и оплату за свою службу. Реестровики сами избирали своих командиров, которых затем утверждал в должности польский король или сенат Речи Посполитой. Глава реестровых казаков носил титул «Гетман его королевской милости Войска Запорожского».
Титул гетмана использовали и руководители казацких движений, не подчинявшихся правительству Речи Посполитой (К. Косинский, С. Наливайко, Т. Федорович, П. Павлюк, Я. Острянин, Д. Гуня, М. Железняк).

### Гетманские полномочия
Первоначально гетман был всего лишь военным лидером, власть которого распространялась только на реестровых казаков.
Гетман мог передать часть своих полномочий наказному гетману, который временно исполнял гетманские обязанности. Каждый гетман старался укрепить институт гетманства, усилить свою власть. Самым вожделенным гетманским желанием (как и всей казацкой верхушки) было получение равных прав со шляхетским сословием Речи Посполитой.
После перехода Левобережного Приднепровья и Запорожья в 1654 году в подданство к русскому царю, функции гетмана, по просьбе Богдана Хмельницкого и казацкой верхушки, значительно расширились. С этого времени под власть гетмана попало гражданское население страны — государственное и административно-территориальное устройство Украины было перестроено на военный лад, в жизни общества приняты устои Войска Запорожского.
Теперь гетману стала принадлежать высшая законодательная власть на подконтрольной ему территории: он получил право издавать универсалы, имевшие статус высших законодательных актов, обязательных для всего населения. Как глава исполнительной власти гетман распоряжался государственными расходами, организовывал сбор налогов, имел право на раздачу государственных земель. Гетман также представлял государство во внешних сношениях, был высшим военачальником, часто сам назначал генеральную старшину и полковников. Гетман был высшей апелляционной судебной инстанцией, имел право утверждать судебные приговоры, иногда, применительно бунчуковых товарищей и казацкой верхушки, самостоятельно рассматривал судебные дела. Также Гетман имел значительное влияние на церковные дела.
Традиционными знаками власти гетмана или знаками гетманского достоинства (так называемыми, клейнодами), служили передававшиеся от одного гетмана другому булава, бунчук, знамя, печать и литавры.

## Гетманы Войска Запорожского после восстания Хмельницкого

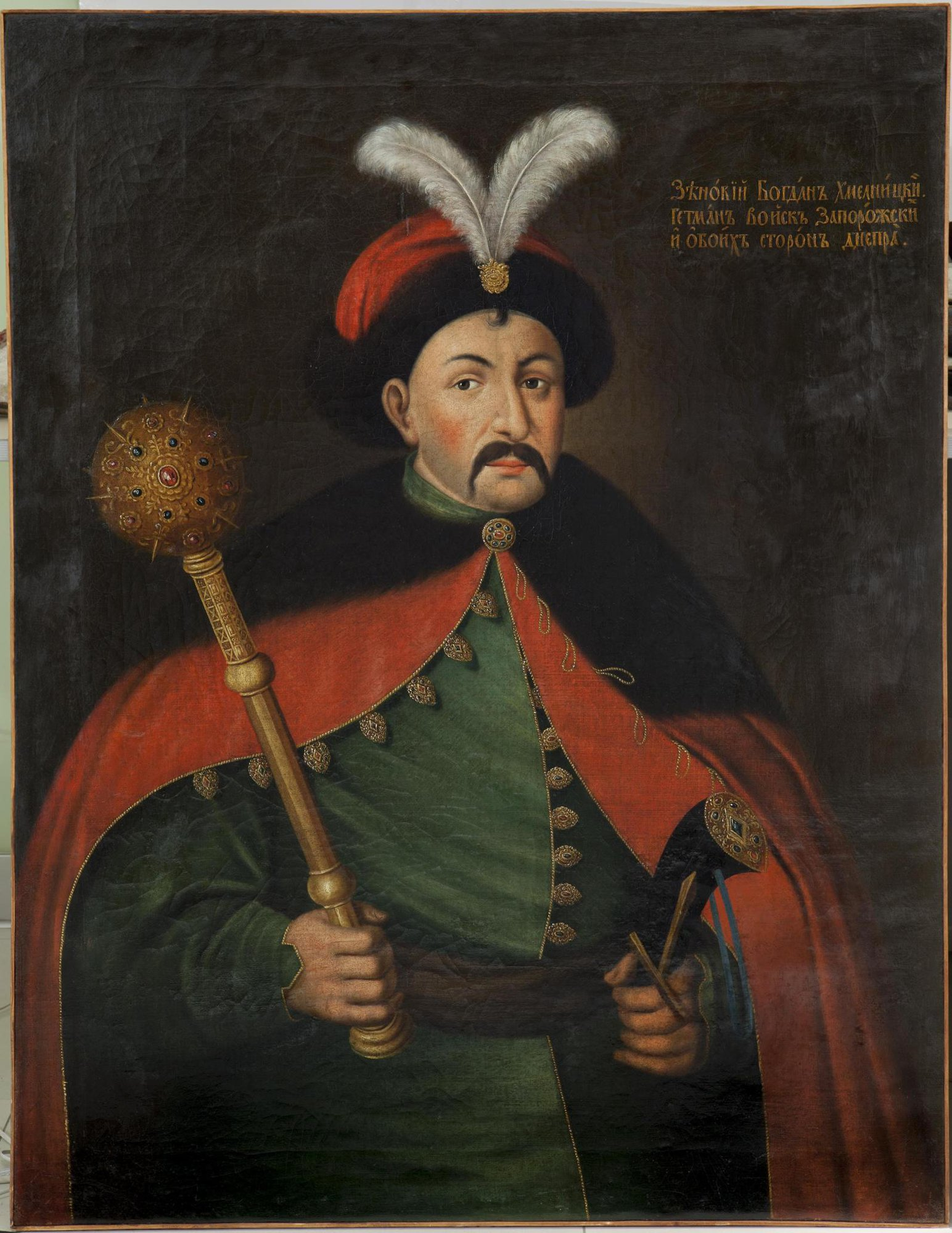
Гетман Украины Богдан Хмельницкий

В 1648 в Польше началось восстание (1648−1657). Гетманом Войска Запорожского был провозглашён Богдан Хмельницкий. В ходе восстания было де-факто образовано новое государственное образование, возглавляемое гетманом Войска Запорожского — Гетманщина (официально именуемое в документах того времени Войском Запорожским).
После Переяславской Рады 1654 года и подписания Переяславских статей 1654 года с Русским царством гетман реестровых казаков стал вассалом московского царя и получил титул «Гетман его царского пресветлого величества Войска Запорожского», а Гетманщина («всё Войско Запорожское з городами их и з землями») была окончательно принята в российское подданство («под государскую высокую руку»). Гетман возглавлял генеральную старши́ну, которая вместе с казацкими полковниками образовывала старши́нскую раду, имевшую значительное влияние на государственные дела. Власти гетмана на территории, подвластной Войску Запорожскому, стало подчиняться не только казачество, но и гражданское население. Он имел право на дипломатические сношения с другими государствами, кроме Речи Посполитой и Османской империи. С русским царём каждый новый гетман заключал особый договор («статьи»).
После смерти Богдана Хмельницкого и отречения Юрия Хмельницкого гетманом стал Иван Выговский. В августе 1658 года Выговский поднял мятеж против России и напал на Киев, тем самым открыто перейдя на сторону Речи Посполитой.
В сентябре 1658 года Иван Выговский подписал с поляками, так называемые, Гадячские статьи, согласно которым подвластные Войску Запорожскому территории (Гетманщина) должны были войти в состав Речи Посполитой, как Великое княжество Русское, в качестве равноправной с Королевством Польским и Великим княжеством Литовским части. В соответствии с договором казацкая старшина получала такие же права, как и польская шляхта. Гетман же получал титул — «Великий гетман княжества Русского». При этом, одним из главных условий Гадячских статей было возвращение на территорию Гетманщины польских помещиков и католической церкви, изгнанных во время восстания Богдана Хмельницкого, с передачей им всей утраченной собственности.
Однако этот договор, имевший много сторонников среди казацкой старшины, встретил сильную оппозицию в лице рядового казачества, мещан и крестьян Гетманщины, не желавших возвращения польско-католического ига.
На Гетманщине разгорелась гражданская война — Руина, в результате которой Выговский был вынужден сложить с себя полномочия гетмана, и на его место снова был избран сын Богдана Хмельницкого, Юрий.
Однако, после поражения под Слободищем Юрий Хмельницкий капитулировал и перешёл на сторону Речи Посполитой, но не был поддержан всем казачеством. На Левобережье не признали подписанный Хмельницким Слободищенский трактат и избрали гетманом переяславского полковника Якима Сомко, не поддержанного, однако, московским царём, и оттого носившего лишь титул наказного гетмана. Раскол между сторонниками и противниками Переяславской Рады в итоге привёл в 1660 году к разделу Войска Запорожского на левобережное (подчинявшееся России) и правобережное (в составе Речи Посполитой), а заодно и к разделу соответствующей подконтрольной территории.
В январе 1663 года, после того, как Юрий Хмельницкий сложил с себя полномочия гетмана, в Запорожской Сечи первый и единственный раз был провозглашен «кошевой гетман», которым стал Иван Брюховецкий.
Историк С. М. Соловьёв писал:

Гетманы стали стремиться к увеличению своей власти на счет войска, к наследственности; чтоб не зависеть от шумной войсковой чёрной рады, хотели упрочить своё положение то посредством Польши, то посредством Москвы и не достигали своей цели; кроме Богдана Хмельницкого, ни один из них не кончил хорошо, постоянно свергались они своими.
— Соловьёв С. М. История России.
После нескольких неудачных попыток объединения, предпринятых обеими сторонами, в 1667 году было заключено Андрусовское перемирие, официально закрепившее раздел Гетманщины по Днепру.

## Ослабление власти гетманов

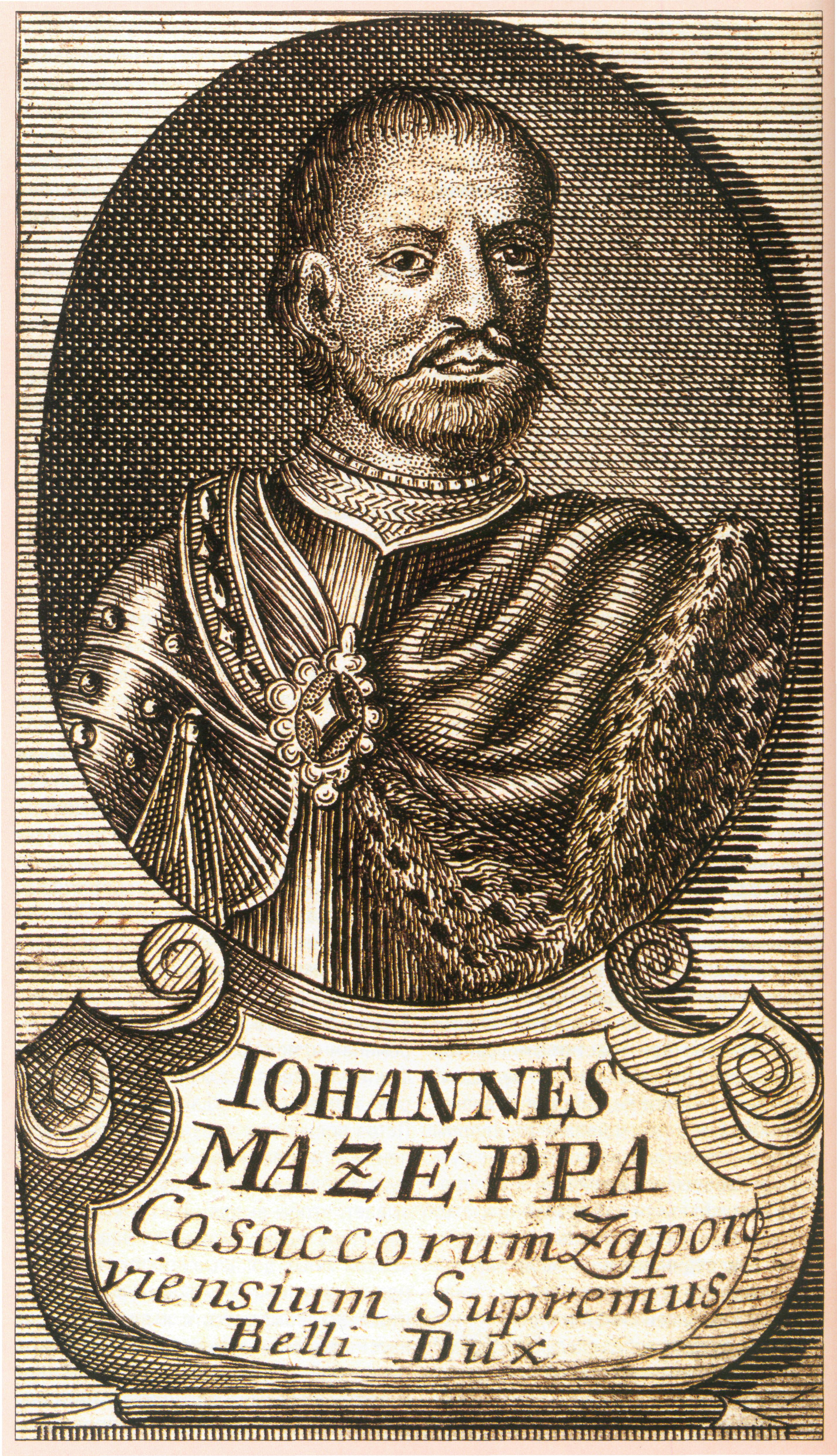
Войска Запорожского обеих сторон Днепра гетман и славного чина святого апостола Андрея кавалер Иван Мазепа

Начиная с этого времени Правобережная Гетманщина становится ареной борьбы Речи Посполитой, Османской империи и отдельных казачьих отрядов между собой. В этой борьбе широко используется титул гетмана, который попеременно носят ставленники враждующих сторон. В этих условиях происходит значительное ослабление власти гетмана на Правобережье.
На Левобережье постепенное ограничение полномочий гетмана началось практически сразу же после разделения. Здесь гетманы испытывали нажим сразу с двух сторон: с одной стороны, их власть неуклонно уменьшало российское правительство; с другой стороны, казацкая старши́на также не желала их усиления. В итоге, гетманы, вынужденные лавировать, нередко шли на уступки то одной, то другой стороне, постепенно теряя власть.
После разделения Гетманщины резиденцией правобережного гетмана остался Чигирин, на Левобережье такими резиденциями последовательно становились города Гадяч, Глухов, Батурин.
В 1704 году российские войска и казаки левобережного гетмана Ивана Мазепы во время Северной войны 1700−1721 годов, воспользовавшись восстанием против Речи Посполитой и вторжением в Польшу шведских войск, заняли Правобережье, в результате чего Мазепе удалось объединить под своей гетманской властью Левобережную и Правобережную Гетманщину, а также Запорожье.
Однако, переход осенью 1708 года Мазепы на сторону шведов в Северной войне и поражение последних значительно ускорили процесс ослабления власти гетманов.
После бегства вместе со шведами за границу и последовавшей за этим смерти Мазепы оставшаяся ему верной в эмиграции казачья старшина избрала в Бендерах 5 апреля 1710 года гетманом Войска Запорожского Филиппа Орлика, титул которого он носил вплоть до своей смерти в эмиграции в 1742 году.
6 (17) ноября 1708 года уже через неделю после измены гетмана Мазепы в Глухове был избран новый лояльный Российскому царству гетман запорожского казачества — по настоянию Петра I им стал Иван Скоропадский, который и возглавил во время Полтавской битвы верные Петру I отряды казаков.
Однако, с 1710 года при Скоропадском, учреждалась должность «государева министра», особого чиновника, который должен был отвечать перед правительством за благонадёжность гетмана и участвовать вместе с ним в управлении. Первым таким чиновником был назначен суздальский наместник А. П. Измайлов, который жил с гетманом вполне согласно. Однако, уже осенью того же года Измайлов был отставлен, а на его место были назначены уже двое: думный дьяк Виниус и стольник Фёдор Протасьев.
В 1720 году при гетмане была создана генеральная войсковая канцелярия.

## Запорожские гетманы в Российской империи
Иван Скоропадский гетманствовал до своей смерти 3 июля 1722 года. Буквально за несколько дней до его смерти, 28 июня 1722 года Пётр I создал при гетмане в Глухове Малороссийскую коллегию, состоящую из председателя бригадира Вельяминова и шести штаб-офицеров малороссийских гарнизонов. Таким образом вместо двух российских чиновников при гетмане явилось уже семеро. После смерти Скоропадского гетманские полномочия фактически перешли к войсковой канцелярии и Малороссийской коллегии.
Уже на следующий день после смерти Скоропадского, 4 июля 1722 года, ещё до объявления официальных новых выборов, казацкая старшина избрала наказным гетманом Павла Полуботка, полномочия которого не были официально подтверждены российской администрацией — получив известие о смерти Скоропадского, Пётр I велел управлять Гетманщиной Коллегии Генеральных старшин, в том числе, полковнику Полуботку вместе с генеральной старшиной, советуясь во всех делах с президентом Малороссийской коллегии Степаном Вельяминовым.
Полуботок попытался провести ряд реформ:
- Судебную реформу:

19 августа 1722 года он издал универсал, который:
1) запрещал злоупотребления светских и духовных лиц в отношении лиц казацкого состояния;
2) предусматривал реформу судопроизводства, а именно, определял порядок судебных апелляций и регламентировал процесс судопроизводства.
- Финансовую реформу:

- инициировал подачу в Сенат Российской империи коллективных прошений и челобитных от имени старшины, казаков и посполитых с целью отмены финансового подчинения Гетманщины Малороссийской коллегии;
- саботировал финансовые распоряжения Малороссийской коллегии.

- Социальную реформу:

Полуботку удалось в связи с отсутствием Петра І осенью 1722 года:
- притормозить на короткое время инкорпорационную реформу[уточнить];
- добиться от Сената отмены некоторых распоряжений Вельяминова.

22 мая 1723 года Полуботка со старшиною вызвали в Петербург «для ответа» за организацию антироссийской деятельности и подстрекательства народа против императора. В Петербурге Полуботок продолжал апеллировать к императору и Сенату по поводу неправомерных действий Малороссийской коллегии, требовал её ликвидации и предложил заменить её Генеральным судом в составе семи персон. 23 июня Пётр І своим указом запретил казацкой старшине проводить новые выборы гетмана. Некоторые старшины, осмелившиеся не согласиться по этому вопросу с царём, попали в заключение. В сентябре 1723 года начались допросы Полуботка и старшин в Тайной канцелярии. Данило Апостол и старшина привезли в Петербург от имени всего Войска Запорожского Коломацкие челобитные, в которых просили дать разрешение на проведение гетманских выборов и ликвидировать налоги, введённые Малороссийской коллегией, после чего 10 ноября 1723 года разгневанный Пётр І приказал заключить Полуботка, старшину и всех, кто им помогал, в Петропавловскую крепость. Около года шли допросы и в середине 1724 года дело Полуботка было передано на рассмотрение Верховного суда. Однако, до судебного процесса не дошло: 29 декабря 1724 года Полуботок умер в камере от болезни.
Остальные арестованные вместе с ним старшины пребывали в Петропавловской крепости до смерти Петра І в 1725 году.
После этого на подконтрольной России территории новый гетман был вновь избран лишь в 1727 году (по разрешению императора Петра II). Им стал Даниил Апостол. Несмотря на некоторое расширение территории юрисдикции гетмана (под власть которого был передан Киев), роспуск Малороссийской коллегии и ряд проведённых им реформ, его полномочия были ещё больше урезаны. После смерти Апостола в 1734 году гетманы вновь перестали назначаться.
Последним гетманом Запорожского казачества в составе Российской империи стал в 1750 году Кирилл Разумовский. В 1764 году он подал в отставку, и Екатерина II указом от 10 (21) ноября 1764 отменила гетманский титул. Вновь была создана Малороссийская коллегия (существовавшая до 1786 года), а также учреждён пост генерал-губернатора.

## Список гетманов Войска Запорожского
| 1  |  | Ружинский Богдан  | 1575—1576 |  |
| 2  |  | Косинский Криштоф | 1591—1593 |  |
| 3  |  | Лобода Григорий   | 1594—1596 |  |
| 4  |  | Шаула Матвей      | 1596      |  |
| 5  |  | Василевич Гнат    | 1596—1597 |  |
| 6  |  | Байбуза Тихон     | 1597—1598 |  |
| 7  |  | Полоус Федор      | 1598      |  |
| 8  |  | Скалозуб Семен    | 1599      |  |
| 9  |  | Кошка Самойло     | 1600—1602 |  |
| 10 |  | Сагайдачный Пётр  | 1606—1622 |  |
| 11 |  | Дорошенко Михаил  | 1623—1628 |  |
| 12 |  | Острянин Яков     | 1638—1641 |  |

| 1 |  | Хмельницкий Богдан | 1648—1657 | Также титулировался гетманом всея Руси.                        |
| 2 |  | Хмельницкий Юрий   | 1657      |                                                                |
| 3 |  | Выговский Иван     | 1657—1659 | С 1658 года титулировался Великим гетманом княжества Русского. |
| 4 |  | Хмельницкий Юрий   | 1659—1660 |                                                                |

| Гетманы Правобережного Войска Запорожского | Гетманы Правобережного Войска Запорожского | Гетманы Правобережного Войска Запорожского | Гетманы Правобережного Войска Запорожского | Гетманы Правобережного Войска Запорожского | Гетманы Левобережного Войска Запорожского | Гетманы Левобережного Войска Запорожского | Гетманы Левобережного Войска Запорожского | Гетманы Левобережного Войска Запорожского | Гетманы Левобережного Войска Запорожского                                                      |
| №                                          | Изображение                                | Имя                                        | Годы гетманства                            | Комментарии                                | №                                         | Изображение                               | Имя                                       | Годы гетманства                           | Комментарии                                                                                    |
| ------------------------------------------ | ------------------------------------------ | ------------------------------------------ | ------------------------------------------ | ------------------------------------------ | ----------------------------------------- | ----------------------------------------- | ----------------------------------------- | ----------------------------------------- | ---------------------------------------------------------------------------------------------- |
| 4                                          |                                            | Хмельницкий Юрий                           | 1660—1663                                  |                                            | 4                                         |                                           | Сомко Яким                                | 1660—1663                                 | Наказной гетман                                                                                |
| 5                                          |                                            | Тетеря Павел                               | 1663—1665                                  |                                            | 5                                         |                                           | Брюховецкий Иван                          | 1663—1668                                 | Изначально избран Кошевым гетманом на Запорожской Сечи, а уже после — гетманом на Левобережье. |
| 6                                          |                                            | Опара Степан                               | 1665                                       |                                            | 5                                         |                                           | Брюховецкий Иван                          | 1663—1668                                 | Изначально избран Кошевым гетманом на Запорожской Сечи, а уже после — гетманом на Левобережье. |
| 7                                          |                                            | Дорошенко Петр                             | 1665—1668                                  |                                            | 5                                         |                                           | Брюховецкий Иван                          | 1663—1668                                 | Изначально избран Кошевым гетманом на Запорожской Сечи, а уже после — гетманом на Левобережье. |

| 7 |  | Дорошенко Петр | 1668—1669 |  |

| Гетманы Правобережного Войска Запорожского под Османской протекцией | Гетманы Правобережного Войска Запорожского под Османской протекцией | Гетманы Правобережного Войска Запорожского под Османской протекцией | Гетманы Правобережного Войска Запорожского под Османской протекцией | Гетманы Правобережного Войска Запорожского под Османской протекцией                                 | Гетманы Правобережного Войска Запорожского под протекцией Речи Посполитой | Гетманы Правобережного Войска Запорожского под протекцией Речи Посполитой | Гетманы Правобережного Войска Запорожского под протекцией Речи Посполитой | Гетманы Правобережного Войска Запорожского под протекцией Речи Посполитой | Гетманы Правобережного Войска Запорожского под протекцией Речи Посполитой | Гетманы Левобережного Войска Запорожского | Гетманы Левобережного Войска Запорожского | Гетманы Левобережного Войска Запорожского | Гетманы Левобережного Войска Запорожского | Гетманы Левобережного Войска Запорожского |
| №                                                                   | Изображение                                                         | Имя                                                                 | Годы гетманства                                                     | Комментарии                                                                                         | №                                                                         | Изображение                                                               | Имя                                                                       | Годы гетманства                                                           | Комментарии                                                               | №                                         | Изображение                               | Имя                                       | Годы гетманства                           | Комментарии                               |
| ------------------------------------------------------------------- | ------------------------------------------------------------------- | ------------------------------------------------------------------- | ------------------------------------------------------------------- | --------------------------------------------------------------------------------------------------- | ------------------------------------------------------------------------- | ------------------------------------------------------------------------- | ------------------------------------------------------------------------- | ------------------------------------------------------------------------- | ------------------------------------------------------------------------- | ----------------------------------------- | ----------------------------------------- | ----------------------------------------- | ----------------------------------------- | ----------------------------------------- |
| 7                                                                   |                                                                     | Дорошенко Петр                                                      | 1669—1676                                                           | | 8                                                                         |                                                                           | Ханенко Михаил                                                            | 1669—1674                                                                 |                                                                           | 8                                         |                                           | Многогришный Демьян                       | 1669—1672                                 |                                           |
| 8                                                                   |                                                                     | Хмельницкий Юрий                                                    | 1677—1681                                                           | Официально титулировался князем малороссийской Украины, вождём Запорожского войска                  | 9                                                                         |                                                                           | Гоголь Остап                                                              | 1675—1679                                                                 | Наказной гетман                                                           | 9                                         |                                           | Самойлович Иван                           | 1672—1685                                 |                                           |
| 9                                                                   |                                                                     | Дука Георгий                                                        | 1681—1684                                                           | Также господарь Молдавского княжества с официальным титулом — господарь земель молдавских и Украины | 10                                                                        |                                                                           | Куницкий Степан                                                           | 1683—1684                                                                 |                                                                           | 9                                         |                                           | Самойлович Иван                           | 1672—1685                                 |                                           |
| 10                                                                  |                                                                     | Сулименко Теодор                                                    | 1684—1685                                                           | | 11                                                                        |                                                                           | Могила Андрей                                                             | 1684—1685                                                                 |                                                                           | 9                                         |                                           | Самойлович Иван                           | 1672—1685                                 |                                           |
| 11                                                                  |                                                                     | Хмельницкий Юрий                                                    | 1685                                                                | Официально титулировался гетманом Украины.                                                          | 11                                                                        |                                                                           | Могила Андрей                                                             | 1684—1685                                                                 |                                                                           | 9                                         |                                           | Самойлович Иван                           | 1672—1685                                 |                                           |

| Гетманы Правобережного Войска Запорожского | Гетманы Правобережного Войска Запорожского | Гетманы Правобережного Войска Запорожского | Гетманы Правобережного Войска Запорожского | Гетманы Правобережного Войска Запорожского | Гетманы Левобережного Войска Запорожского | Гетманы Левобережного Войска Запорожского | Гетманы Левобережного Войска Запорожского | Гетманы Левобережного Войска Запорожского | Гетманы Левобережного Войска Запорожского |
| №                                          | Изображение                                | Имя                                        | Годы гетманства                            | Комментарии                                | №                                         | Изображение                               | Имя                                       | Годы гетманства                           | Комментарии                               |
| ------------------------------------------ | ------------------------------------------ | ------------------------------------------ | ------------------------------------------ | ------------------------------------------ | ----------------------------------------- | ----------------------------------------- | ----------------------------------------- | ----------------------------------------- | ----------------------------------------- |
| 11                                         |                                            | Могила Андрей                              | 1685—1689                                  |                                            | 9                                         |                                           | Самойлович Иван                           | 1685—1687                                 |                                           |
| 12                                         |                                            | Драгинич Григорий                          | 1689—1692                                  | Наказной гетман                            | 10                                        |                                           | Мазепа Иван                               | 1687—1704                                 |                                           |
| 13                                         |                                            | Самусь Самойло                             | 1693—1704                                  | Наказной гетман                            | 10                                        |                                           | Мазепа Иван                               | 1687—1704                                 |                                           |

| 10 |  | Мазепа Иван | 1704—1708 |  |

| Гетманы Войска Запорожского под протекцией Русского государства | Гетманы Войска Запорожского под протекцией Русского государства | Гетманы Войска Запорожского под протекцией Русского государства | Гетманы Войска Запорожского под протекцией Русского государства | Гетманы Войска Запорожского под протекцией Русского государства | Гетманы Войска Запорожского под протекцией Швеции | Гетманы Войска Запорожского под протекцией Швеции | Гетманы Войска Запорожского под протекцией Швеции | Гетманы Войска Запорожского под протекцией Швеции | Гетманы Войска Запорожского под протекцией Швеции | Гетманы Войска Запорожского под протекцией Крымского Ханства | Гетманы Войска Запорожского под протекцией Крымского Ханства | Гетманы Войска Запорожского под протекцией Крымского Ханства | Гетманы Войска Запорожского под протекцией Крымского Ханства | Гетманы Войска Запорожского под протекцией Крымского Ханства                      |
| №                                                               | Изображение                                                     | Имя                                                             | Годы гетманства                                                 | Комментарии                                                     | №                                                 | Изображение                                       | Имя                                               | Годы гетманства                                   | Комментарии                                       | №                                                            | Изображение                                                  | Имя                                                          | Годы гетманства                                              | Комментарии                                                                       |
| --------------------------------------------------------------- | --------------------------------------------------------------- | --------------------------------------------------------------- | --------------------------------------------------------------- | --------------------------------------------------------------- | ------------------------------------------------- | ------------------------------------------------- | ------------------------------------------------- | ------------------------------------------------- | ------------------------------------------------- | ------------------------------------------------------------ | ------------------------------------------------------------ | ------------------------------------------------------------ | ------------------------------------------------------------ | --------------------------------------------------------------------------------- |
| 11                                                              |                                                                 | Скоропадский Иван                                               | 1708—1718                                                       |                                                                 | 10                                                |                                                   | Мазепа Иван                                       | 1708—1709                                         |                                                   | 11                                                           |                                                              | Гордиенко Константин                                         | 1714(1711)— 1728                                             | В 1711 году самопровозгласил себя гетманом. В 1714, стал Гетманом Ханской Украины |
| 11                                                              | 11                                                              | Скоропадский Иван                                               | 1708—1718                                                       |                                                                 | Орлик Филипп                                      | 1710—1718 (1742)                                  |                                                   |                                                   |                                                   | 11                                                           |                                                              | Гордиенко Константин                                         | 1714(1711)— 1728                                             | В 1711 году самопровозгласил себя гетманом. В 1714, стал Гетманом Ханской Украины |

| 11 |  | Скоропадский Иван  | 1718—1722 |                                                                                    |
| 12 |  | Полуботок Павел    | 1722—1724 | Наказной гетман                                                                    |
| 13 |  | Апостол Даниил     | 1727—1734 |                                                                                    |
| 14 |  | Разумовский Кирилл | 1750—1764 | Титулировался гетманом всея Малыя России, обеих сторон Днепра и войск запорозских. |

## Гетманы Войска Запорожского на почтовых марках

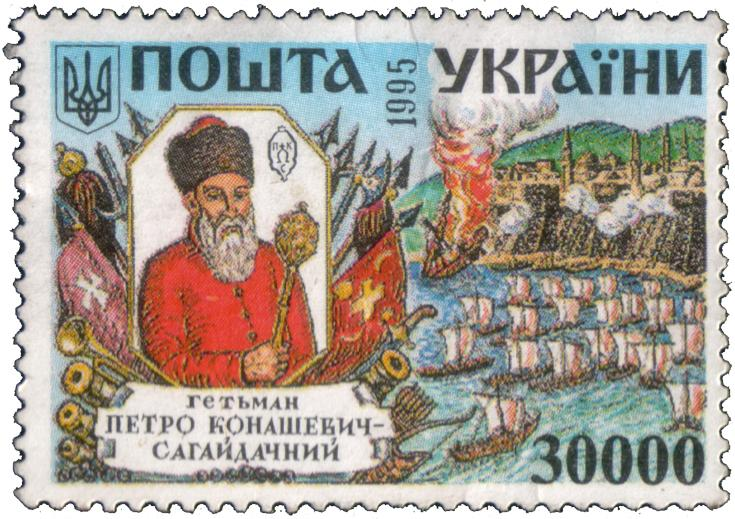
Пётр Конашевич-Сагайдачный, марка 1995 года
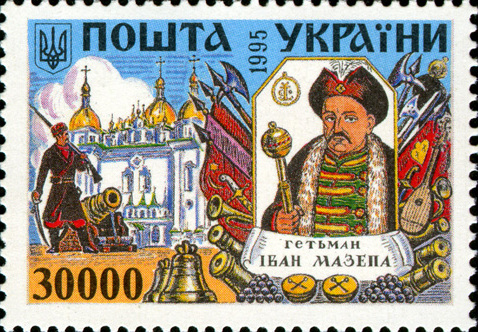
Иван Мазепа, марка 1995 года
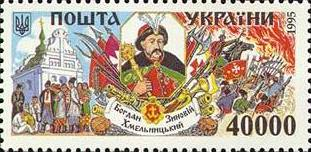
Богдан Хмельницкий, марка 1995 года
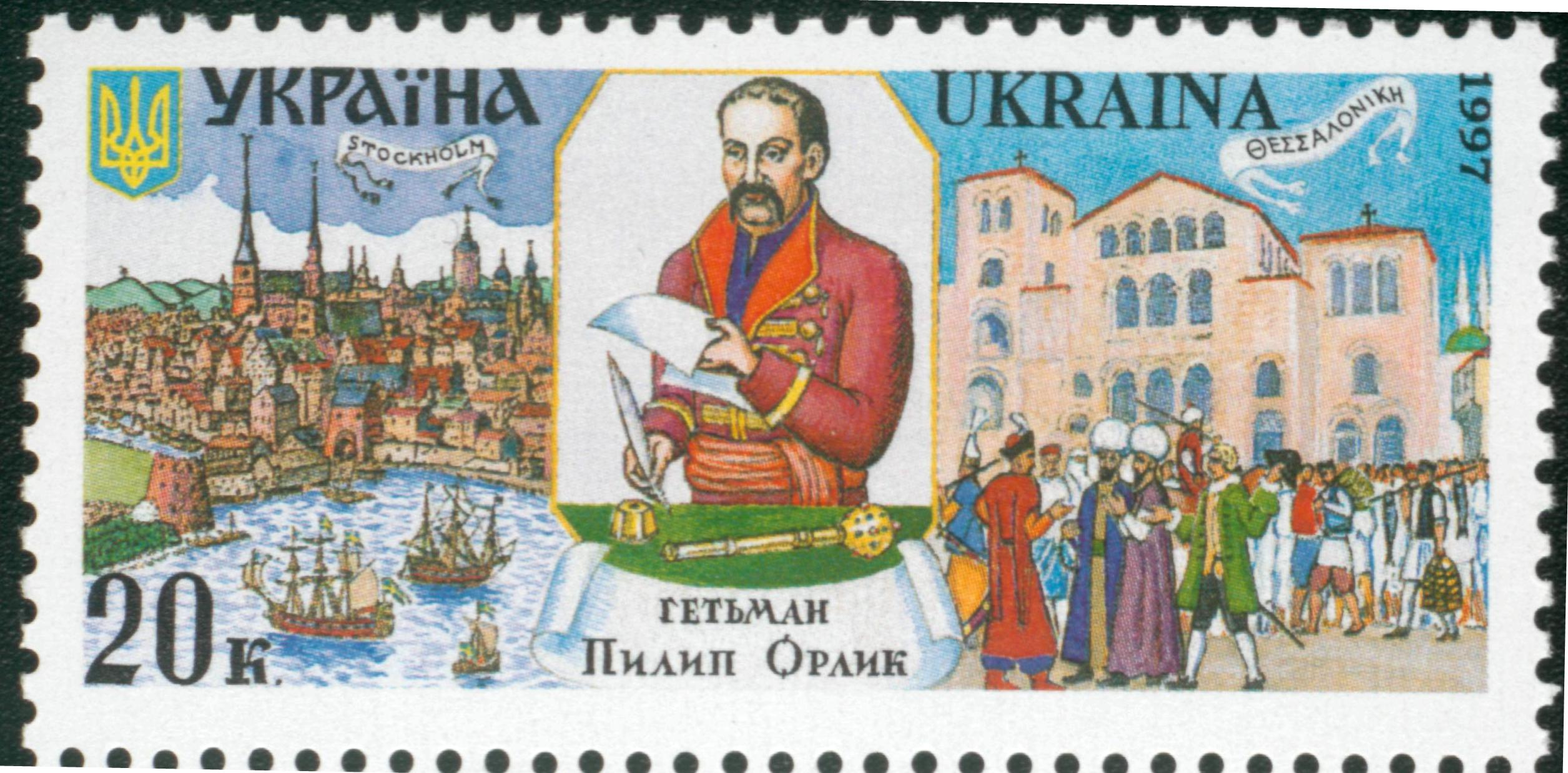
Филипп Орлик, марка 1997 года
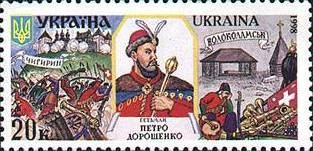
Пётр Дорошенко, марка 1998 года
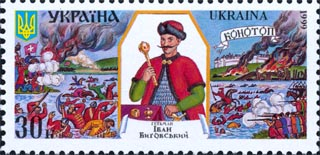
Иван Выговский, марка 1999 года
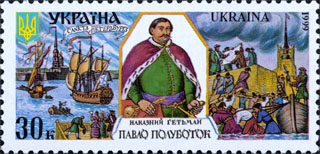
Павел Полуботок, марка 1999 года
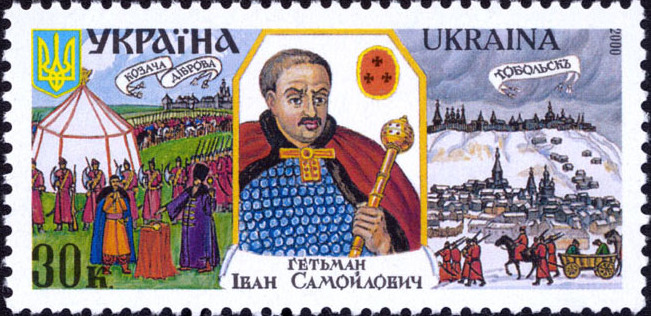
Иван Самойлович, марка 2000 года
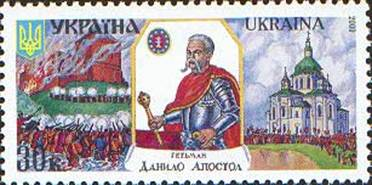
Даниил Апостол, марка 2001 года
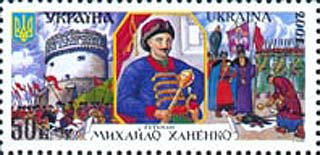
Михаил Ханенко, марка 2001 года
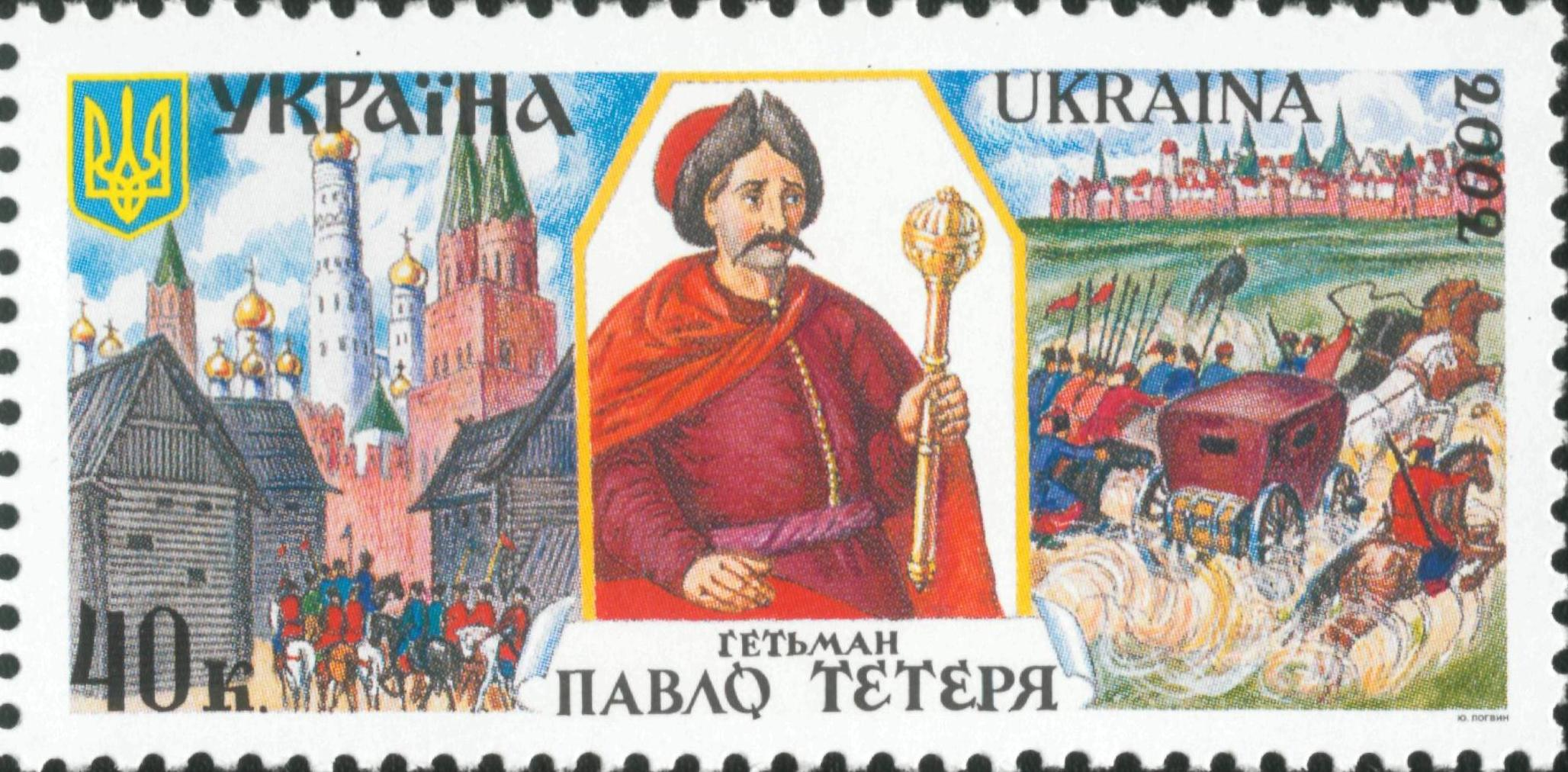
Павел Тетеря, марка 2002 года
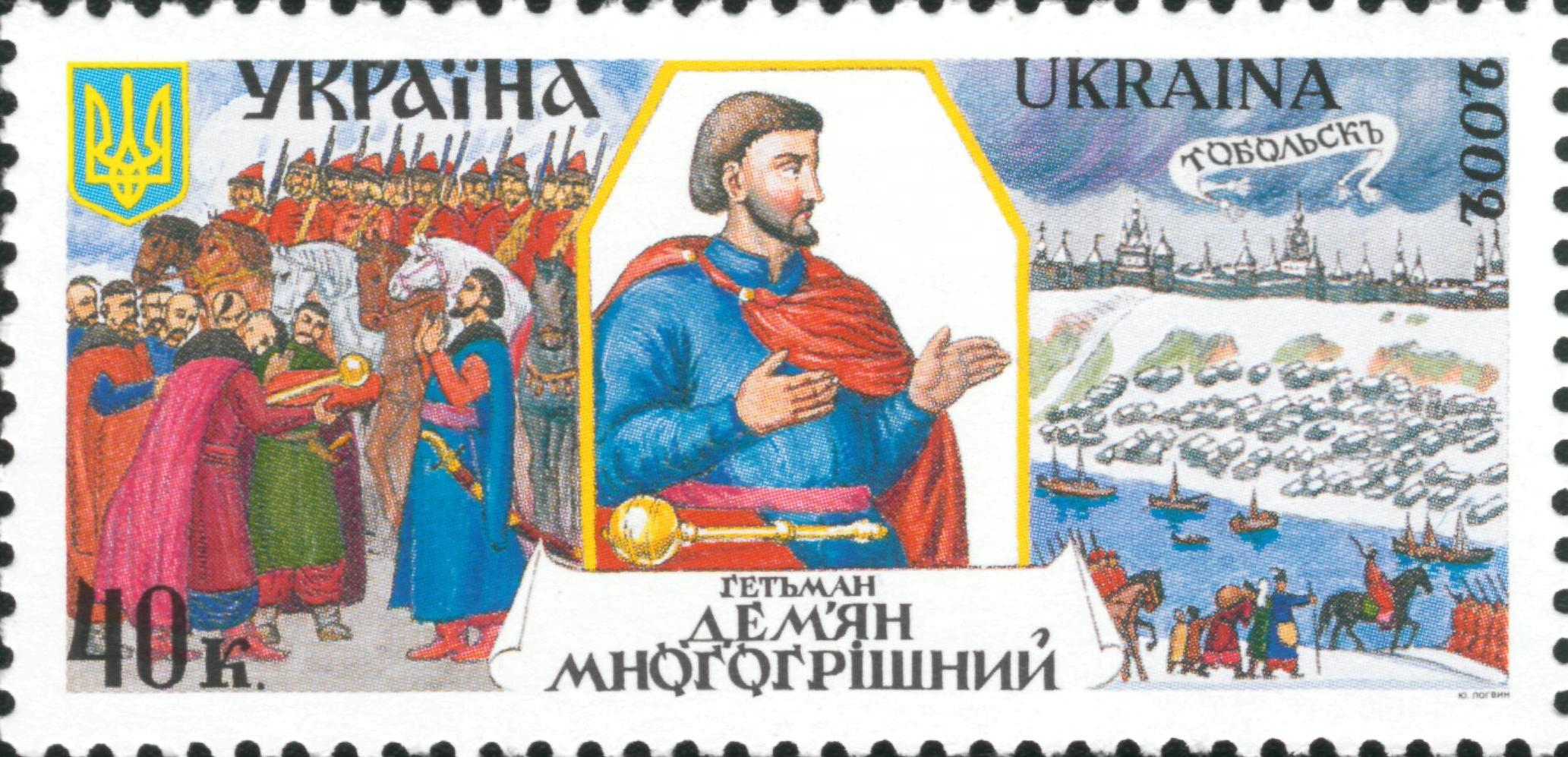
Демьян Многогрешный, марка 2002 года
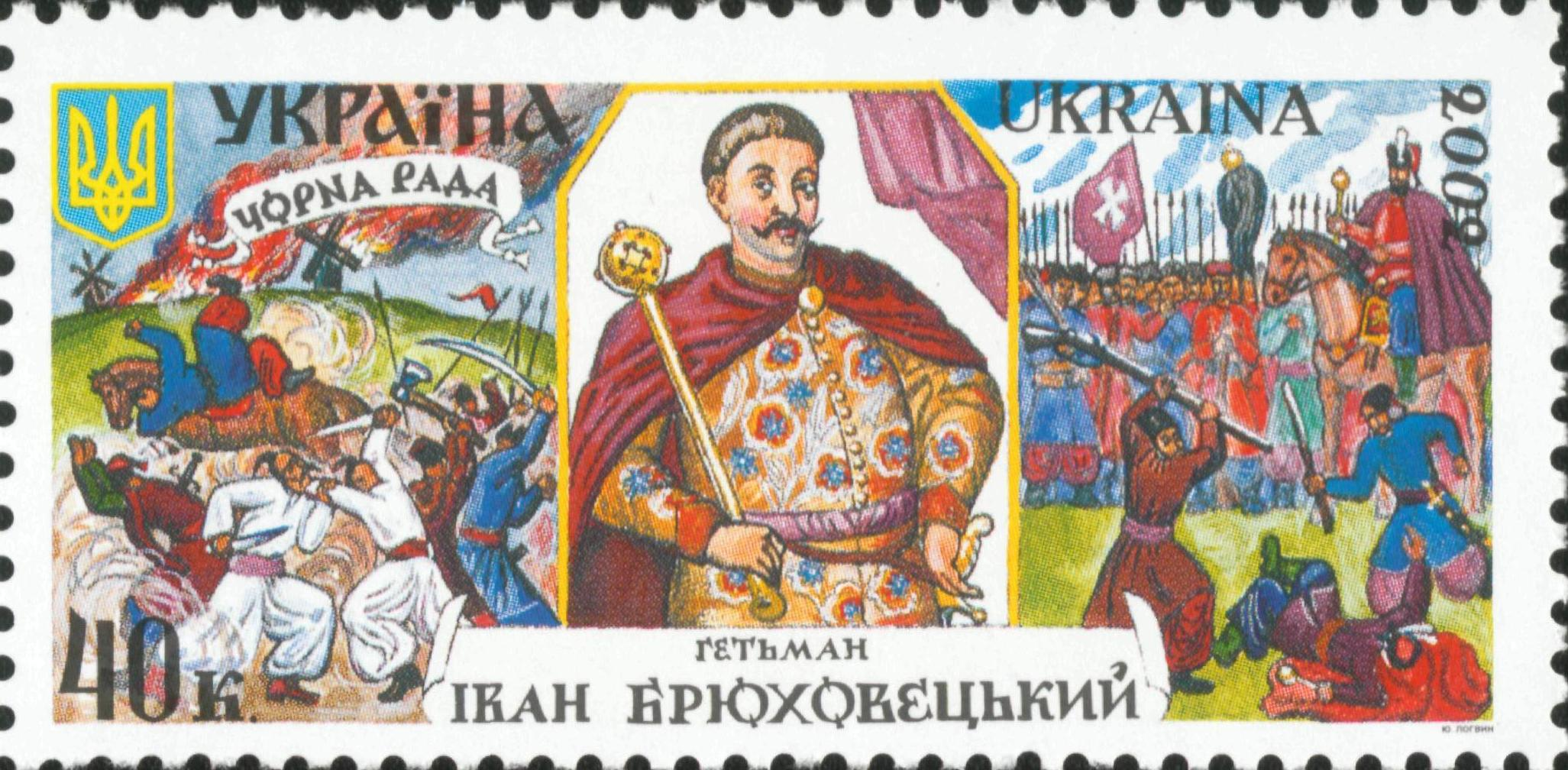
Иван Брюховецкий, марка 2002 года
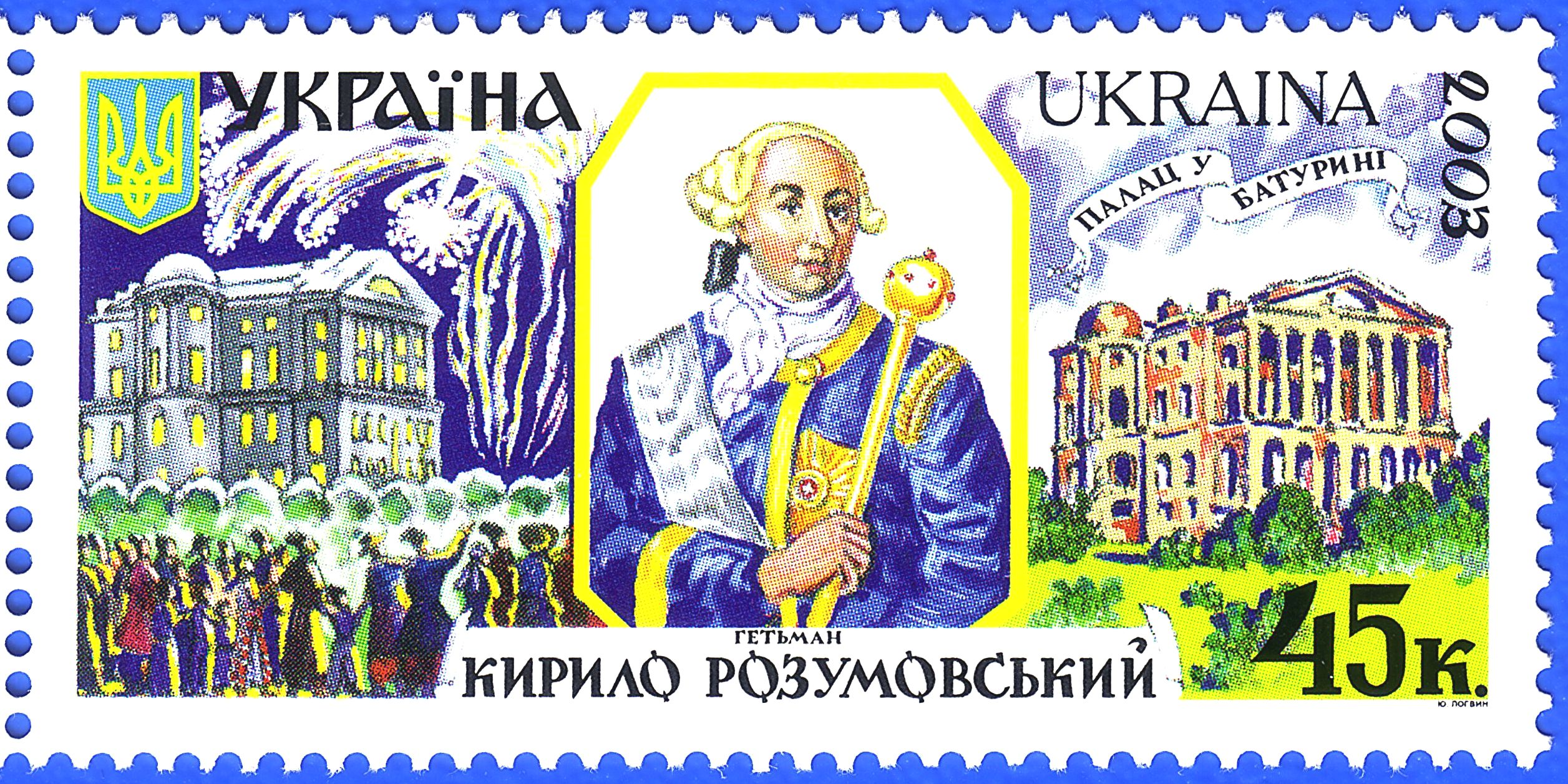
Кирилл Разумовский, марка 2003 года
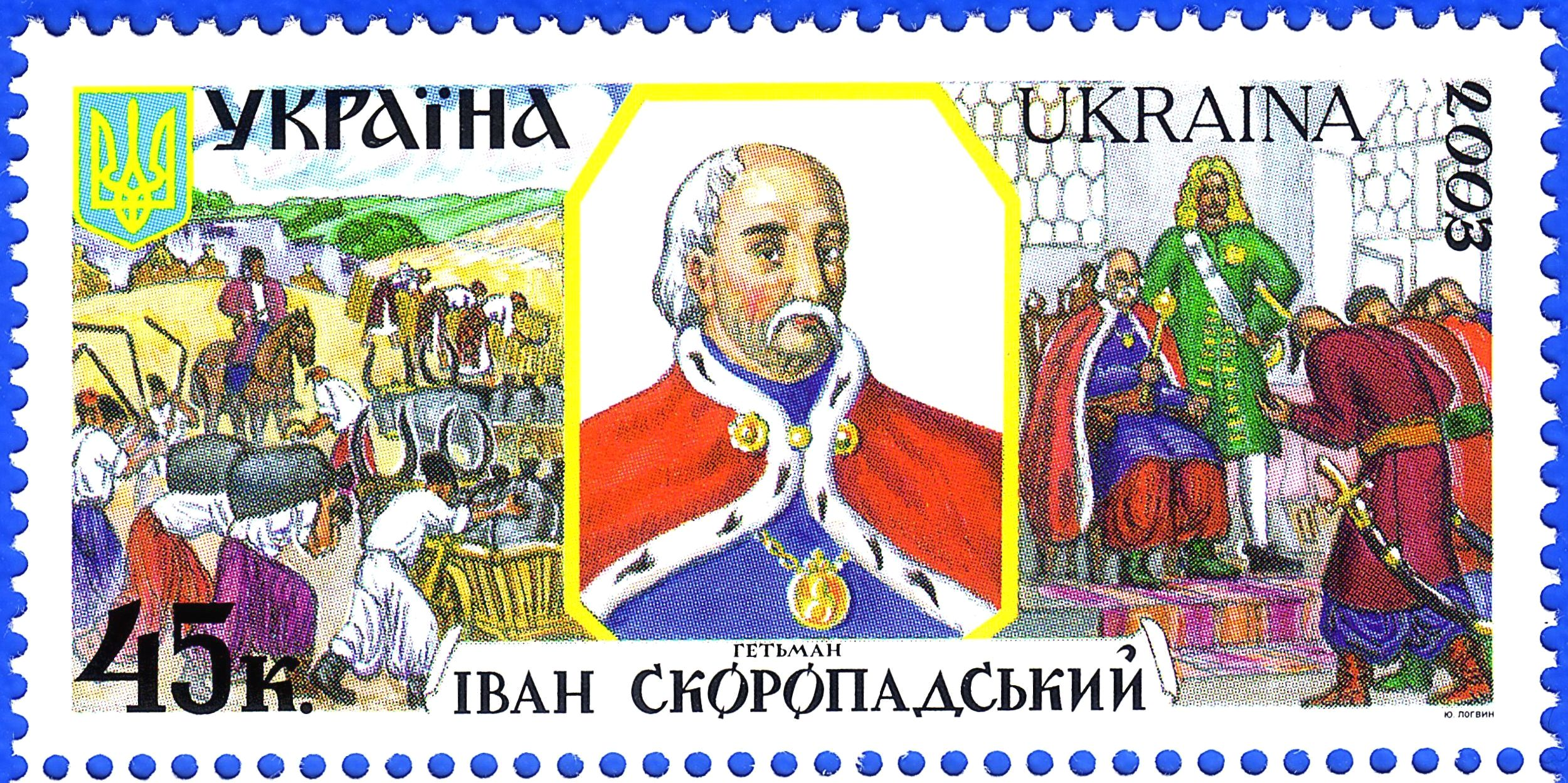
Иван Скоропадский, марка 2003 года
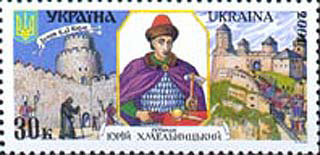
Юрий Хмельницкий, марка 2006 года
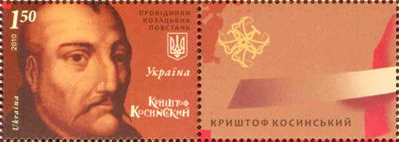
Криштоф Косинский, марка 2010 года
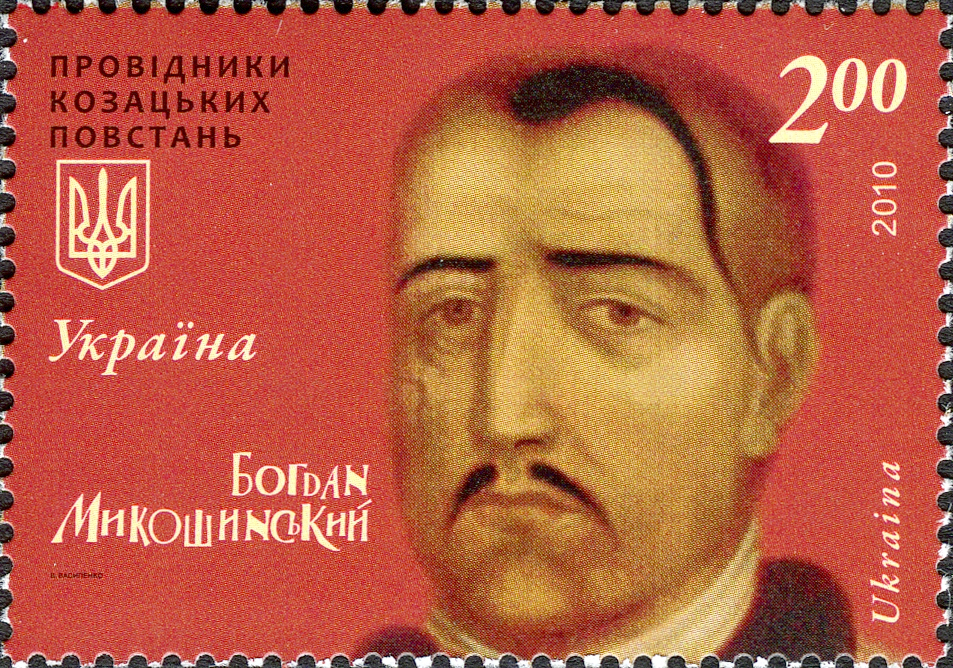
Богдан Макошинский (Микошинский), марка 2010 года
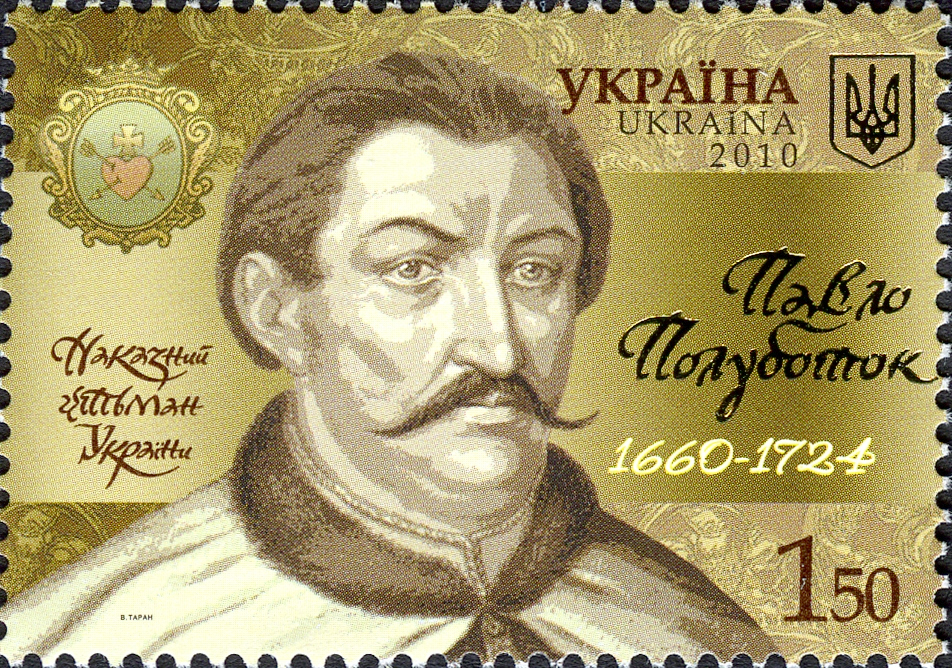
Павел Полуботок, марка 2010 года